# Loggerheads – Björn und die wilden Wikinger
Loggerheads – Björn und die wilden Wikinger ist eine deutsch-britisch-irische Zeichentrickserie, die zwischen 1996 und 1997 produziert wurde.

## Handlung
Die verrückten Bewohner des Wikingerdorfs Loggerhead gehen sehr oft sich selbst und ihren Nachbarn auf die Nerven. Dies führt häufiger zu Streitigkeiten, die humoristisch erzählt werden. Im Mittelpunkt stehen dabei meist der Häuptling Björn und sein Kontrahent Gissur, die sich bekriegen.

## Produktion und Veröffentlichung
Die Serie wurde zwischen 1996 und 1997 von Magma Films und Pro 7 in Deutschland, dem Vereinigten Königreich und Irland produziert. Dabei sind 26 Folgen entstanden.
Die deutsche Erstausstrahlung fand am 17. November 1997 auf ProSieben statt. Weitere Wiederholungen erfolgten auf Sat.1. Zudem wurde die Serie auf DVD und VHS veröffentlicht.

## Synchronisation
Die deutsche Fassung entstand 1997. Eberhard Storeck schrieb das Dialogbuch und führte Regie. Er übernahm zudem die Synchronisation des Skalden Frodi und des Seehunds Alibi.

| Rolle                   | Deutsche Sprecher     |
| ----------------------- | --------------------- |
| Björn, der Rote         | Franz-Josef Steffens  |
| Gissur                  | Manfred Steffen       |
| Alibi, der Seehund      | Eberhard Storeck      |
| Brigitta, die Schmiedin | Marion von Stengel    |
| Brünhilde               | Ingeborg Christiansen |
| Elva                    | Hildegard Krekel      |
| Erik, die Knalltüte     | Sven Dahlem           |
| Frodi                   | Eberhard Storeck      |
| Magnus                  | Harald Halgardt       |
| Rolvo                   | Angela Quast          |
| Skeggi                  | Henning Schlüter      |
| Thora                   | Tina Eschmann         |

Quelle: Deutsche Synchronkartei

## Episodenliste
| Folge | deutscher Titel                       | englischer Titel                 |
| 1     | Scheidung auf wikingisch              |                                  |
| 2     | Club Loggerheads                      |                                  |
| 3     | Zwei Wikinger und ein Baby            |                                  |
| 4     | Der große Stunk                       |                                  |
| 5     | Der Thor des Monats                   |                                  |
| 6     | Besser reisen zu Danegeld Preisen     |                                  |
| 7     | Leif der Pechvogel                    |                                  |
| 8     | Verliebt verlobt verflixt             |                                  |
| 9     | Thora lässt die Kuh fliegen           |                                  |
| 10    | Kein bisschen Frieden                 |                                  |
| 11    | Wikinger Olympiade                    | Viking Olympics                  |
| 12    | Kling Björnchen klingelingeling       | Give and Take                    |
| 13    | Grand Prix de Loggervision            | A Song for Europe                |
| 14    | Rolvo gegen den Rest der Welt         | Rolvo’s Big Adventure            |
| 15    | Skeggi auf Verjüngungstrip            | Skeggi and the Fountain of Youth |
| 16    | 1000 ganz legale Loggertricks         | The Taxman Cometh                |
| 17    | Vier Fäuste für ein Haba-Habba        | Pirates                          |
| 18    | Königin Irmi                          | Queen Irmgard                    |
| 19    | Nicht so schlecht so’n Knecht         | Alfred the Admirable             |
| 20    | Lange Finger, kurzer Verstand         | Law and Disorder                 |
| 21    | Der Heidenschreck                     | Preacher Man                     |
| 22    | Mit Meerjungfrauen schwimmt man nicht | Sealed with a Kiss               |
| 23    | Reise zum Mittelpunkt des Wales       | Whale’s Tale                     |
| 24    | Männer, Frauen, Götterspeise          | Reversal of Fortune              |
| 25    | Ein Reimer und zwei Schleimer         | Dragon Epic                      |
| 26    | Hauptsache Björn versichert           | Love thy Neighbour               |